# کیک اسمیت
کیک اسمیت (هلندی: Kick Smit; ۳ نوامبر ۱۹۱۱ – ۱ ژوئیهٔ ۱۹۷۴) بازیکن فوتبال اهل هلند بود.

## تیم ملی
وی همچنین در تیم ملی فوتبال هلند بازی کرده‌است.